# Sumpering (Saldenburg)
Sumpering ist ein ehemaliger Weiler der Gemeinde Saldenburg. Er lag östlich der heutigen Kreisstraße FRG 27 zwischen Haufang und Hals.

## Geschichte
In der Uraufnahme aus der Zeit zwischen 1808 und 1864 wird der Ort dargestellt und als Sompering bezeichnet. Erwähnt wird Sumpering im Topo-geographisch-statistisches Lexicon vom Königreiche Bayern von 1832 mit 2 Häusern und 17 Einwohnern. Bei der Volkszählung 1871 gehörte der Weiler zur über fünf Kilometer entfernten katholischen Pfarrei in Thurmansbang und zum Sprengel der Schule in Saldenburg. Letztmals in einer Volkszählung als Wohnort aufgeführt wird Sumpering 1961 mit vier Einwohnern und einem Wohngebäude.
In Sumpering ist die ehemalige Landtagsabgeordnete Hildegard Kronawitter geboren. Mittlerweile existiert der Ort jedoch nicht mehr.

## Einwohnerentwicklung
| Jahr | Einwohner |
| ---- | --------- |
| 1832 | 17        |
| 1871 | 17        |
| 1885 | 16        |
| 1900 | 13        |
| 1925 | 6         |
| 1950 | 11        |
| 1961 | 4         |